# Kalilou Ibrahim Traoré
Pour les articles homonymes, voir Traoré.
Kalilou Ibrahim Traoré, né le 2 juillet 1983 en Côte d'Ivoire, est un arbitre ivoirien de football depuis 2019.

## Carrière
Kalilou Ibrahim Traoré, de nationalité ivoirienne, commence sa carrière en 2019. Il a officié dans les compétitions majeures comme le CHAN 2022, les éliminatoires d'Afrique de la Coupe du Monde 2019 et 2022,.
En 2023, Il est sélectionné parmi les meilleurs arbitres africains devant arbitrer la 34e Coupe d'Afrique des Nations de football 2023 (CAN 2023) en Côte d'Ivoire,et devient  le 6e arbitre central ivoirien à participer,.
Il remporte aussi le Prix du meilleur arbitre 2023, prix décerné par le Ministère des Sports et du cadre de vie ivoirien le vendredi 29 décembre 2023,.